# Kikonen

Thrakerstämme

Die Kikonen (altgriechisch Κίκονες Kíkones) waren ein mythisches Volk der Antike in Thrakien. Sie sollen an der Küste in dem Bereich gewohnt haben, in dem später die Stämme der Bistonen und Saier siedelten.
Die Kikonen werden bei Homer als Verbündete der Trojaner im Trojanischen Krieg gegen die Griechen erwähnt. Ihr Anführer war Euphemos. Odysseus soll sie unmittelbar nach dem Fall Trojas und vor seinen Irrfahrten aufgesucht und die kikonische Hauptstadt Ismaros (wohl das spätere Maroneia) geplündert haben.
„Kikonen“ wurde bei Dichtern der Antike als Synonym für „Thraker“ verwendet.